# Лаурат меди(II)
Лаурат меди(II) — неорганическое соединение из группы лауратов, 
соль меди и лауриновой кислоты кислоты
с формулой Cu(C11H23COO)2,
светло-синие кристаллы,
не растворяется в воде.

## Физические свойства
Лаурат меди(II) образует светло-синие кристаллы.
Не растворяется в воде.